# Liste der Staatsoberhäupter 1460
Übersicht
◄◄ | ◄ | 1456 | 1457 | 1458 | 1459 | Liste der Staatsoberhäupter 1460 | 1461 | 1462 | 1463 | 1464 | ► | ►►

Weitere Ereignisse

## Afrika
- Ägypten (Burdschiyya-Dynastie)
  - Sultan: al-Aschraf Sayf ad-Din Inal (1453–1461)

- Algerien (Abdalwadiden)
  - Sultan: Abul-Abbas Ahmad I. al-Aqil (1430–1462)

- Äthiopien
  - Kaiser (Negus Negest): Konstantin I. (1434–1468)

- Ifriqiya (Ost-Algerien, Tunesien) (Hafsiden)
  - Kalif: Abu Umar Uthman (1435–1487)

- Jolof (im heutigen Senegal)
  - Buur-ba Jolof: N'Dyelen Mbey Leeyti (1450–1465)

- Kanem-Bornu (Sefuwa-Dynastie)
  - König / Mai: Omar II. (1459–1460)
  - König / Mai: Mohammed IV. (1460–1465)

- Kano
  - König: Yaqub (1452–1463)

- Marokko (Meriniden)
  - Sultan: Abdalhaqq II. (1420–1465)

## Amerika
- Aztekenreich
  - Tlatoani: Moctezuma I. (1440–1469)

- Inkareich
  - Inka: Pachacútec Yupanqui (1438–1471)

## Asien
- Ak Koyunlu
  - Herrscher: Uzun Hasan (1453–1478)

- China (Ming-Dynastie)
  - Kaiser: Tianshun (1457–1464)

- Japan
  - Kaiser: Go-Hanazono (1428–1464)
  - Shōgun Ashikaga: Ashikaga Yoshimasa (1449–1473)

- Korea (Joseon-Dynastie)
  - König: Sejo (1455–1468)

- Persien 
  - Sultan (Timuriden-Dynastie): Abu Said (1451–1469)

- Qara Qoyunlu (Reich der Schwarzen Hammel)
  - Herrscher: Dschahan Schah (1435–1467)

- Siam (Thailand)
  - König: Boromtrailokanat (1448–1463)

- Trapezunt
  - Kaiser: David Komnenos (1458–1462)

## Europa
- Albanien (Liga von Lezha)
  - König: Skanderbeg (1444–1468)

- Andorra
  - Co-Fürsten:
    - Graf von Foix: Gaston IV. (1436–1472)
    - Bischof von Urgell: Arnau Roger de Pallars (1437–1461)

- Dänemark
  - König: Christian I. (1448–1481)

- Deutschordensstaat
  - Hochmeister: Ludwig von Erlichshausen (1450–1467)

- England
  - König: Heinrich VI. (1422–1461, 1470–1471)

- Frankreich
  - König: Karl VII., der Siegreiche (1422–1461)
  - Bretagne
    - Herzog: Franz II. (1458–1488)

- Heiliges Römisches Reich
  - König: Friedrich III. (1440–1493) (ab 1452 Kaiser)
  - Kurfürstentümer
    - Erzstift Köln
      - Erzbischof: Dietrich II. von Moers (1414–1463) (1414–1463 Administrator von Paderborn)

    - Erzstift Mainz
      - Erzbischof: Diether von Isenburg (1459–1461) (1475–1482)

    - Erzstift Trier
      - Erzbischof: Johann II. von Baden (1456–1503)

    - Böhmen
      - König: Georg von Podiebrad (1458–1471)

    - Brandenburg
      - Markgraf: Friedrich II. Eisenzahn (1440–1471)

    - Kurpfalz
      - Pfalzgraf: Friedrich I. der Siegreiche (1451–1476)

    - Sachsen
      - Kurfürst: Friedrich II. der Sanftmütige (1428–1464)

  - geistliche Fürstentümer
    - Hochstift Augsburg
      - Bischof: Peter von Schaumberg (1424–1469)

    - Hochstift Bamberg
      - Bischof: Georg I. von Schaumberg (1459–1475)

    - Hochstift Basel
      - Bischof: Johann V. von Venningen (1458–1478)

    - Erzstift Besançon
      - Erzbischof: Quentin Ménard (1439–1462)

    - Hochstift Brandenburg
      - Bischof: Dietrich IV. (1459–1472)

    - Erzstift Bremen
      - Erzbischof: Gerhard III. von der Hoye (1441–1463)

    - Hochstift Brixen
      - Bischof: Nikolaus von Kues (1450–1464)

    - Hochstift Cambrai
      - Bischof: Johann VI. von Burgund (1439–1479)

    - Hochstift Cammin
      - Bischof: Henning Iven (1446–1468)

    - Hochstift Chur
      - Bischof: Ortlieb von Brandis (1458–1491)

    - Abtei Corvey
      - Abt: Arnold von der Malsburg (1435–1463)

    - Hochstift Eichstätt
      - Bischof: Johann III. von Eych (1445–1464)

    - Fürstpropstei Ellwangen
      - Propst: Johann von Hürnheim (1452–1461) (bis 1460 Abt)

    - Hochstift Freising
      - Bischof: Johann IV. Tulbeck (1453–1473)

    - Abtei Fulda
      - Abt: Reinhard von Weilnau (1449–1472)

    - Hochstift Genf
      - Bischof: Johann Ludwig von Savoyen (1560–1482)

    - Hochstift Halberstadt
      - Bischof: Gebhard von Hoym (1458–1479)

    - Hochstift Havelberg
      - Bischof: Konrad von Lintorff (1427–1460)
      - Bischof: Wedigo Gans von Putlitz (1460–1487)

    - Hochstift Hildesheim
      - Bischof: Ernst I. von Schauenburg (1458–1471)

    - Hochstift Konstanz
      - Bischof: Heinrich IV. von Hewen (1436–1462) (1441–1456 Administrator von Chur)

    - Hochstift Lausanne
      - Bischof: Georg von Saluzzo (1440–1461)

    - Hochstift Lübeck
      - Bischof: Arnold Westphal (1450–1466)

    - Hochstift Lüttich
      - Bischof: Ludwig von Bourbon (1456–1482)

    - Erzstift Magdeburg
      - Erzbischof: Friedrich III. von Beichlingen (1445–1464)

    - Hochstift Meißen
      - Bischof: Caspar von Schönberg (1451–1463)

    - Hochstift Merseburg
      - Bischof: Johann II. Bose (1431–1463)

    - Hochstift Metz
      - Bischof: Georg von Baden (1459–1484)

    - Hochstift Minden
      - Bischof: Albert von Hoya (1437–1473) (1450–1454 Administrator von Osnabrück)

    - Hochstift Münster
      - Bischof: Johann von Pfalz-Simmern (1457–1466) (1466–1475 Erzbischof von Magdeburg)

    - Hochstift Naumburg
      - Bischof: Peter von Schleinitz (1434–1463)

    - Hochstift Osnabrück
      - Bischof: Konrad III. von Diepholz (1455–1482)

    - Hochstift Paderborn
      - Administrator: Dietrich III. von Moers (1414–1463) (1414–1463 Erzbischof von Köln)

    - Hochstift Passau
      - Bischof: Ulrich von Nußdorf (1451–1479)

    - Hochstift Ratzeburg
      - Bischof: Johannes III. Preen (1454–1461)

    - Hochstift Regensburg
      - Bischof: Ruprecht I. von der Pfalz-Mosbach (1457–1465)

    - Erzstift Salzburg
      - Erzbischof: Sigismund I. von Volkersdorf (1452–1461)

    - Hochstift Schwerin
      - Bischof: Werner Wolmers (1458–1473)

    - Hochstift Sitten
      - Bischof: Walter Supersaxo (1457–1482)

    - Hochstift Speyer
      - Bischof: Johannes II. Nix von Hoheneck (1459–1464)

    - Hochstift Straßburg
      - Bischof: Ruprecht von Pfalz-Simmern (1440–1478)

    - Hochstift Toul
      - Bischof: Guillaume Fillastre der Jüngere (1449–1460)
      - Bischof: Jean V. de Chevrot (1460)

    - Hochstift Trient
      - Bischof: Georg II. Haak von Themeswald (1446–1465)

    - Hochstift Utrecht
      - Bischof: David von Burgund (1456–1496)

    - Hochstift Verden
      - Bischof: Johannes III. von Asel (1426–1470)

    - Hochstift Verdun
      - Bischof: Guillaume de Haraucourt (1457–1500)

    - Hochstift Worms
      - Bischof: Reinhard I. von Sickingen (1445–1482)

    - Hochstift Würzburg
      - Bischof: Johann III. von Grumbach  (1455–1466)

  - weltliche Fürstentümer
    - Baden
      - Markgraf: Karl I. (1453–1475)

    - Bayern
      - Bayern-Landshut
        - Herzog: Ludwig IX. der Reiche (1450–1479)

      - Bayern-München
        - Herzog: Albrecht III. der Fromme (1438–1460)
        - Herzog: Johann IV. der Wahrhaftige (1460–1463)
        - Herzog: Siegmund (1460–1467)

    - Brandenburg-Ansbach
      - Markgraf: Albrecht Achilles (1440–1486) (1471–1486 Kurfürst von Brandenburg, 1457–1486 Markgraf von Brandenburg-Kulmbach)

    - Brandenburg-Kulmbach
      - Markgraf: Albrecht Achilles (1457–1486) (1471–1486 Kurfürst von Brandenburg, 1440–1486 Markgraf von Brandenburg-Ansbach)

    - Herzogtum Braunschweig-Lüneburg
      - Braunschweig-Calenberg
        - Herzog: Wilhelm I. (1432–1473)

      - Braunschweig-Göttingen
        - Herzog: Otto II. (1394–1463)

      - Braunschweig-Grubenhagen
        - Herzog: Heinrich III. (1427–1464) (bis 1437 unter Vormundschaft)
        - Herzog: Albrecht II. (1427–1485) (bis 1440 unter Vormundschaft)
        - Herzog: Ernst (1427–1464) (bis 1440 unter Vormundschaft)

      - Braunschweig-Lüneburg
        - Herzog: Bernhard II. (1457–1464)

      - Braunschweig-Wolfenbüttel
        - Herzog: Heinrich II. (1428–1473)

    - Hanau
      - Hanau-Lichtenberg
        - Graf: Philipp I. der Ältere (1458–1480)

      - Hanau-Münzenberg
        - Graf: Philipp I. der Jüngere (1458–1500) (bis 1467 unter Vormundschaft) (1452–1458 Graf von Hanau)

    - Hessen
      - Niederhessen
        - Landgraf: Ludwig II. (1458–1471)

      - Oberhessen
        - Landgraf: Heinrich III. (1458–1483)

    - Hohenzollern
      - Graf: Jobst Nikolaus I. (1439–1488)

    - Jülich-Berg-Ravensberg
      - Herzog: Gerhard (1437–1475)

    - Kleve
      - Herzog: Johann I. (1448–1481)

    - Lippe
      - Herr: Bernhard VII. (1429–1511)

    - Lothringen
      - Herzog: Johann II. (1453–1470)

    - Mecklenburg
      - Mecklenburg-Schwerin
        - Herzog: Heinrich IV. (1422–1477)
        - Herzog: Johann VI. (1422–1474)

      - Mecklenburg-Stargard
        - Herzog: Heinrich (1417–1466)

    - Nassau
      - ottonische Linie
        - Nassau-Beilstein
          - Graf: Johann I. (1412–1473) (Beilstein und Mengerskirchen)
          - Graf: Heinrich III. (1418–1477) (Liebenscheid)

        - Nassau-Dillenburg
          - Graf: Johann IV. (1442–1475)

      - walramische Linie
        - Nassau-Idstein
          - Graf: Johann (1426–1480)

        - Nassau-Weilburg
          - Graf: Philipp II. (1429–1492)

    - Oldenburg
      - Graf: Gerd (1448–1482)

    - Ortenburg
      - Graf: Alram II. (1444–1460)
      - Graf: Georg II. (1460–1488)

    - Pfalz (Kurlinie siehe unter Kurfürstentümer)
      - Pfalz-Mosbach-Neumarkt
        - Pfalzgraf: Otto I. (1410–1461) (bis 1448 Pfalzgraf von Pfalz-Mosbach)

      - Pfalz-Simmern
        - Pfalzgraf: Friedrich I. (1453–1480)

      - Pfalz-Zweibrücken
        - Pfalzgraf: Ludwig I. (1453–1489) (1444–1489 Graf von Veldenz)

    - Pommern
      - Pommern-Barth
        - Herzog: Wartislaw X. (1457–1478) (1474–1478 Herzog von Pommern-Wolgast)

      - Pommern-Stettin
        - Herzog: Otto III. (1451–1464)

      - Pommern-Wolgast
        - Herzog: Erich II. (1457–1474) (1464–1474 Herzog von Pommern-Stettin)

    - Sachsen-Lauenburg (Askanier)
      - Herzog: Bernhard II. (1435–1463)

    - Schleswig-Holstein (Schleswig gehörte nicht zum HRR, sondern war Teil Dänemarks)
      - Herzog: Christian I. (1460–1481) (1448–1481 König von Dänemark, 1450–1481 König von Norwegen, 1457–1464 König von Schweden)

    - Waldeck
      - Waldeck-Landau
        - Graf: Otto IV. (1459–1495)

      - Waldeck-Waldeck
        - Graf: Wolrad I. (1442/4–1475)

    - Württemberg
      - Stuttgart
        - Graf: Ulrich V. (1442–1480) (1419–1442 Graf von Württemberg)

      - Urach
        - Graf: Eberhard V. (1457–1482) (1480–1482 Graf von Württemberg-Stuttgart, 1482–1495 Graf von Württemberg, 1495–1496 Herzog von Württemberg)

- Italienische Staaten
  - Este
    - Markgraf: Bertoldo II. d’Este (1448–1463)

  - Ferrara, Modena und Reggio
    - Herzog: Borso d’Este (1450–1471) (bis 1452 Herr)

  - Florenz (nominell Republik)
    - Signor: Cosimo de’ Medici (1434–1464) (de facto Herrscher)

  - Genua
    - (von Frankreich besetzt) (1458–1461)

  - Kirchenstaat
    - Papst: Pius II. (1458–1464)

  - Mailand
    - Herzog: Francesco I. Sforza (1450–1466)

  - Mantua
    - Markgraf: Luigi III. Gonzaga (1444–1478)

  - Montferrat
    - Markgraf: Johann IV. (1445–1464)

  - Neapel
    - König: Ferrante (1458–1494)

  - Rimini
    - Herr: Sigismondo Malatesta (1432–1468)

  - Saluzzo
    - Markgraf: Ludwig I. (1416–1475)

  - San Marino
    - Capitano Reggente: Giacomo d’Antonio Sammaritani (1459–1460)
    - Capitano Reggente: Polinoro di Antonio Lunardino (1459–1460)
    - Capitano Reggente: Marino di Venturino (1460)
    - Capitano Reggente: Riccio di Andrea (1460)
    - Capitano Reggente: Cecco di Giovanni da Valle (1460–1461)
    - Capitano Reggente: Simone di Marino di Giovanni (1460–1461)

  - Savoyen
    - Herzog: Ludwig (1434/39–1465) (bis 1439 Regent)

  - Sizilien (1412–1713 zu Aragon bzw. Spanien)
    - König: Johann II. (1458–1479)
      - Vizekönig: Juan de Moncayo (1459–1463)

  - Urbino
    - Herzog: Federico da Montefeltro (1444–1482)

  - Venedig
    - Doge: Pasquale Malipiero (1457–1462)

- Moldau
  - Fürst: Ștefan cel Mare (1457–1504)

- Monaco
  - Seigneur: Lambert (1457–1494)

- Norwegen
  - König: Christian I. (1450–1481)

- Osmanisches Reich
  - Sultan: Mehmet II. (1451–1481)

- Polen
  - König: Johann I. (1447–1492)

- Portugal
  - König: Alfons V. (1438–1481)

- Russland
  - Großfürst: Wassili II. (1425–1462)

- Schottland
  - König: Jakob II. (1437–1460)
  - König: Jakob III. (1460–1488)

- Schweden
  - König: Christian I. (1457–1464)

- Spanische Staaten
  - Aragon
    - König: Johann II. (1458–1479) (1425–1479 König von Navarra)

  - Granada
    - Emir: Abu Nasr Saʿd (1454–1462, 1462–1464)

  - Kastilien
    - König: Heinrich IV. (1454–1474)

  - Navarra
    - König: Johann II. (1425–1479) (1458–1479 König von Aragón und Sizilien)
- Ungarn
  - König: Matthias Corvinus (1458–1490)

- Walachei
  - Fürst: Vlad III. Drăculea (1448, 1456–1462, 1476)

- Zeta
  - Fürst: Stefan I. Crnojević (1427–1465)

- Zypern (1460–1463 Herrschaft umstritten)
  - Königin: Charlotte (1458–1460/63) (von 1460–1463 in der Burg von Kyrenia belagert)
  - König: Jakob II. (1460/63–1473)